# محطة قطار بوخضرة
مَحطة بوخضرة هي محطة القطار جزائرية تقع بإقليم جماعة البوني بولاية عنابة. تُعدّ جزءًا من شبكة الخطوط الإقليمية التي وتديرها الشركة الوطنية للنقل بالسكك الحديدية في الجزائر.

## الموقع في السكك الحديدية
تَقع المحطة شمال مدينة البوني، على خط عنابة - سيدي عمار . تسبقها محطة عنابة وتتبعها محطة سيدي عاشور .

## خدمة الركاب

### خدمة
تخدم محطة بوخدرة القطارات الإقليمية على خط عنابة - سيدي عمار,.

## الملاحظات والمراجع
1. ↑  "Reprise du trafic ferroviaire vers le pôle universitaire de Sidi Amar". lesoirdalgerie.com. 3 janvier 2021. مؤرشف من الأصل في 2023-03-22. اطلع عليه بتاريخ 22 mars 2023. {{استشهاد ويب}}: تحقق من التاريخ في: |تاريخ-الوصول= و|تاريخ= (مساعدة).

### مقالات ذات صلة
- خط من عنابة إلى سيدي عمار
- قائمة محطات القطارات في الجزائر

### رابط خارجي
- "ش.و.ن.س.ح". الشركة الوطنية للنقل بالسكك الحديدية. مؤرشف من الأصل في 2025-05-05.